# ۷۵۳ (قمری)
۷۵۳ (قمری)، هفتصد و پنجاه و سومین سال در گاهشماری هجری قمری است. اول محرم این سال برابر با بیست و ششم فوریه سال ۱۳۵۲ میلادی است.